# واحد جداسازی اتمسفریک
واحد جداسازی اتمسفریک (Atmospheric Distillation Unit) در پالایشگاه‌های نفت خوراک عاری از نمک با استفاده گرمای بازیافتی از واحدهای پروسسی پیش گرم می‌شود، پس از آن خوراک به درون گرمکن با احتراق مستقیم خوراک خام فرستاده می‌شود که برج جداکننده عمودی را در دمایی معادل ۳۷۰-۳۴۰ درجه سیلسیوس تغذیه می‌کند (دماهایی بالاتر از مقدار مذکور ممکن است باعث شکسته شدن مولکول‌های خام گردد) غیر از سنگین‌ترین مولکول‌ها همه مولکول‌ها تبخیر می‌شوند. نفت سوخت سنگین یا آسفالت از پایین برج خارج می‌شود در مراحل مختلف برج تولیدات مختلف خارج می‌شوند.
برج تقطیر یک برج فولادی با ارتفاع تقریباً ۴۰ متر می‌باشد که دارای سینی‌های افقی برای جداسازی و جمع آوری مایعات می‌باشد. درهر سینی بخاز از پایین وارد می‌گردد و حباب‌های بخاز از درون مایع عبور می‌کنند که در نتیجه آن مقداری از بخار در دمای سینی مزبور چگالیده می‌شود. یک لوله برای ریز کردن مایع لبریز شده به سینی پایین تر تعبیه شده‌است که در آن دمای بیشتر باعث تبخیر مجدد می‌گردد.
این پروسه (تبخیر، تقطیر و ...) چندین مرتبه تکرار می‌گردد تا ماده با خلوص مورد نظر بدست آید در نهایت از طریق مسیرهای لوله کشی جانبی در برخی از سینی‌های خاص ماده مورد نظر از برج بیرون کشیده شده و به درون پایدار ساز هدایت می‌گردد. تولیدات واحد برج تقطیر رنج وسیعی از بخارات تقطیر نشده در بالای برج تا سوخت‌های سنگین در پایین برج را شامل می‌گردد که به صورت دائمی از برج بیرون کشیده می‌شوند. در واقع واحد برج تقطیر اجزای اصلی نفت خام را از آن جدا می‌کند.